# ألان فولكس
ألان فولكس (بالإنجليزية: Alan Fowlkes)‏ هو لاعب كرة قاعدة أمريكي، ولد في 8 أغسطس 1958 في براولي في الولايات المتحدة.

## وصلات خارجية
- ألان فولكس على موقع دوري كرة القاعدة الرئيسي (الإنجليزية)
- ألان فولكس على موقعبيزبول رفرنس.كوم (الدوري الرئيسي) (الإنجليزية)
- ألان فولكس على موقعبيزبول رفرنس.كوم (الدوري الثانوي) (الإنجليزية)
- ألان فولكس على موقع مشجعي الرسوم البيانية (الإنجليزية)